# دوري الدرجة الأولى الروماني 1972–73
دوري الدرجة الأولى الروماني 1972–73 (بالرومانية: Divizia A 1972-1973)‏ هو الموسم 55 من  دوري الدرجة الأولى الروماني. أقيم خلال الفترة 20 أغسطس 1972 وحتى 24 يونيو 1973، وأشرف على تنظيمه اتحاد رومانيا لكرة القدم، وكان عدد الأندية المشاركة فيه  16، وفاز فيه دينامو بوخارست بعد أن لعب 30 مباراة وفاز بـ 17 منها.

## نتائج الموسم
| المركز | فريق           | لعب | ف  | ت | خ | له | عليه | ف.أ | نقاط | ملاحظة |
| ------ | -------------- | --- | -- | - | - | -- | ---- | --- | ---- | ------ |
| 1      | دينامو بوخارست | 30  | 17 | 5 | 8 | 51 | 32   | +19 |      |        |